# Hard (Berg)
Hard ist eine Bezeichnung für Berg, Wald oder Höhe. Gelegentlich wird der Begriff auch fälschlicherweise mit Hart wiedergegeben.
Der Begriff Hard wird oft für Gemarkungs- oder Flurbezeichnungen verwendet, aber auch für Ortsnamen, z. B. Hard. Bei Hardhöhe wird der Name von einem bewaldeten Höhenzug abgeleitet.